# Едит Ан Стоуни
Едит Ан Стоуни (на английски: Edith Anne Stoney (6 януари 1869 – 25 юни 1938)) е ирландско-английска физичка, смятана за пионер в областта на медицинската физика.

## Биография

### Ранни години и образование
Едит Ан Стоуни е роден в Дъблин в семейството на Джордж Джонстън Стоуни, член на Кралското научно дружество и известен физик, въвел в употреба термина „електрон“ през 1891 година като „фундаментална единица за количество електричество“. Един от братята на Едит, Джордж Джералд Стоуни, става инженер и член на Кралското дружество. Една от двете ѝ сестри, Флорънс Стоуни, е радиолог и получава Орден на Британската империя. Братовчед ѝ физикът Джордж Франсис Фицджералд и чичо ѝ инженерът Биндън Блъд Стоуни също са членове на Кралското научно дружество.
Едит Стоуни демонстрира значителни познания по математика и получава стипендия в колежа Нюнъм, Кеймбридж, където взема първата част от изпитите през 1893 година. Не продължава в университета, поради ограничението жени да завършват университетско образование, важала в Англия до 1948 г. По време на обучението си в Нюнъм, била натоварена да се грижи за колежанския телескоп. По-късно получава бакалавърска и магистърска степен от дъблинския колеж Тринити, след като през 1904 г. започват да приемат и жени-студентки.
За кратко работи по пресмятания и дизайна на газова турбина, проект на сър Чарлз Алджърнън Парсънс, след което започва да преподава математика в девическия колеж Челтънъм.
След Медицинския закон от 1876 година става незаконно академичните институции да ограничават достъпа до медицинско образование на базата на пола. В очакване на приемането на този закон, през 1874 година е основано първото медицинско училище за жени във Вебикобритания, от д-р София Джекс-Блейк в Лондон. Училището скоро става част от Лондонския университет с клинична учебна практика в Кралската безплатна болница. Сестрата на Едит, Флорънс, учи в училището и завършва медицина с отличие през 1895 и три години получава степента доктор. Междувременно Едит получава покана да преподава физика в училището през 1899 година. Първата ѝ задача е да основе физическа лаборатория и да предложи програма за курс по физика. Курсът включва механика, магнетизъм, оптика, въпроси, свързани със звука, топлината, енергията.
През 1901 година Кралската безплатна болница назначава Флорънс на половина щат специалист по медицинска електротехника. През април 1902 г., двете сестри откриват рентгенов кабинет. През цялото време докато работят там сестрите Стоуни активно подкрепят суфражетното движение, въпреки че се противопоставят на насилието, с което движението по-късно започва да се свързва. Играят централна роля и в Британската федерация на университетските жени. На 9 октомври 1909 г. Едит Стоуни е избрана за ковчежник на федерацията, на който пост тя остава до май 1915. Занимава се с политическо лобиране за Федерацията, но едва след Първата световна война, през 1919 г., влиза в сила Законът за отмяна на половата дискриминация, за който тя се бори.
През март 1915 година се отказва от позицията си на преподавател по физика.

### Първата световна война
Още в деня, в който Великобритания влиза в Първата световна война, Флорънс и Едит предлагат услугите си на военновременния щаб на британския Червен кръст в Лондон с квалификацията си като радиолози. Предложението им е отклонено, тъй като са жени. Флорънс организира собствено звено в рамките на Женската лига в служба на Империята (Women’s Imperial Service League) и следващите 6 месеца прекарва в Европа. Едит организира доставките от Лондон, където също се включва в комитета на Лигата. Един се свързва с организацията Шотландски женски болници, сформирана през 1914 г. да предоставя медицински услуги на бойното поле и финансирана от женското суфражетно движение. Организацията постига споразумение да разкрие лазарет от 250 легла край Троа (Франция) и ролята на Едит е да обслужва рентгенографската апаратура. Тя прилага стереоскопия за локализирането на куршумите и шрапнелите и въвежда рентгеновите лъчи в диагностиката на гангрени, където интерстициалният газ се явява предпоставка за незабавна ампутация с оглед повишаването на шансовете за оцеляване. Лазаретът е билзо до фронтовата линия и по думите ѝ през септември 1915 г. „градът беше евакуиран, гарата беше минирана и чувахме тежките оръдия съвсем наблизо нощно време“.
Екипът на лазарета получава нареждане да се премести на сръбския фронт и от Марсилия с параход стигат до Солун на 3 ноември, откъдето се придвижват до Гевгелия. Използват за болница една изоставена фабрика за коприна, където лекуват сто пациента с измръзвания и тежки рани в главата и белите дробове. След поражението от българските военни части, екипът на лазарета се оттегля в Солун на 6 декември 1916, където наново сформира лазарета на мястото на едно пресушено блато край морския бряг. До нова година вече е прокарано електричество и рентгенографът работи. Въпреки липсата на оборудване, Едит Стоуни организира отдел за електротерапия и мускулна рехабилитация на войниците. 
През октомври 1917, Стоуни се завръща във Франция, за да оглави рентгенографските отдели на Шотландските женски болници в Ройомон и Вийер Котре. Между декември 1917 и лятото на 1918 г. си взема отпуска по болест. През последните месеци от войната, боевете стават по-интензивни и има стръмно покачване на броя ранени, само през месец юни над 1300 души минават през рентгена на Стоуни. 
Военната ѝ служба получава признание от няколко страни и тя получава медал от френското министерство на войната и Военен кръст от Франция, орденът „Свети Сава“ на Сърбия и военен медал и медал на победата от Великобритания.

### Следвоенни години и пенсиониране
При завръщането си в Англия, Едит Стоуни заема преподавателски пост по физика в женския Кингс Колидж, където остава до пенсионирането си през 1925 г. След напускането на колежа, тя се мести в Бърнмаут, където живее със сестра си Флорънс.
След пенсионирането си се завръща към работата си за Британската федерация на университетските жени. Пътува много и през 1934 г. говори пред Австралийската федерация на университетските жени на тема жените в инженерните науки, откроявайки приноса на жените по време на войната. През 1936 г. тя учредява стипендията „Джонстън и Флорънс Стоуни“ към БФУЖ за изследвания в областта на биологията, геологията, метеорологията и радиологията, които се извършват основно в Австралия, Нова Зеландия или Южна Африка. Стипендията се администрира от колежа Нюнъм и подкрепя студенти по клинична медицина, които желаят да вземат избираемите си учебни дисциплини в чужбина.

На 25 юни 1938 г. Един Стоуни умира на 69-годишна възраст и некролози за нея излизат и в научната, и в медицинската преса – „Nature“, „Lancet“, национални вестници в Англия, включително „The Times“, и Австралия.